# Rhipsalis trigona
Rhipsalis trigona är en kaktusväxtart som beskrevs av Louis Ludwig Karl Georg Pfeiffer. Rhipsalis trigona ingår i släktet Rhipsalis och familjen kaktusväxter. Inga underarter finns listade i Catalogue of Life.

## Bildgalleri

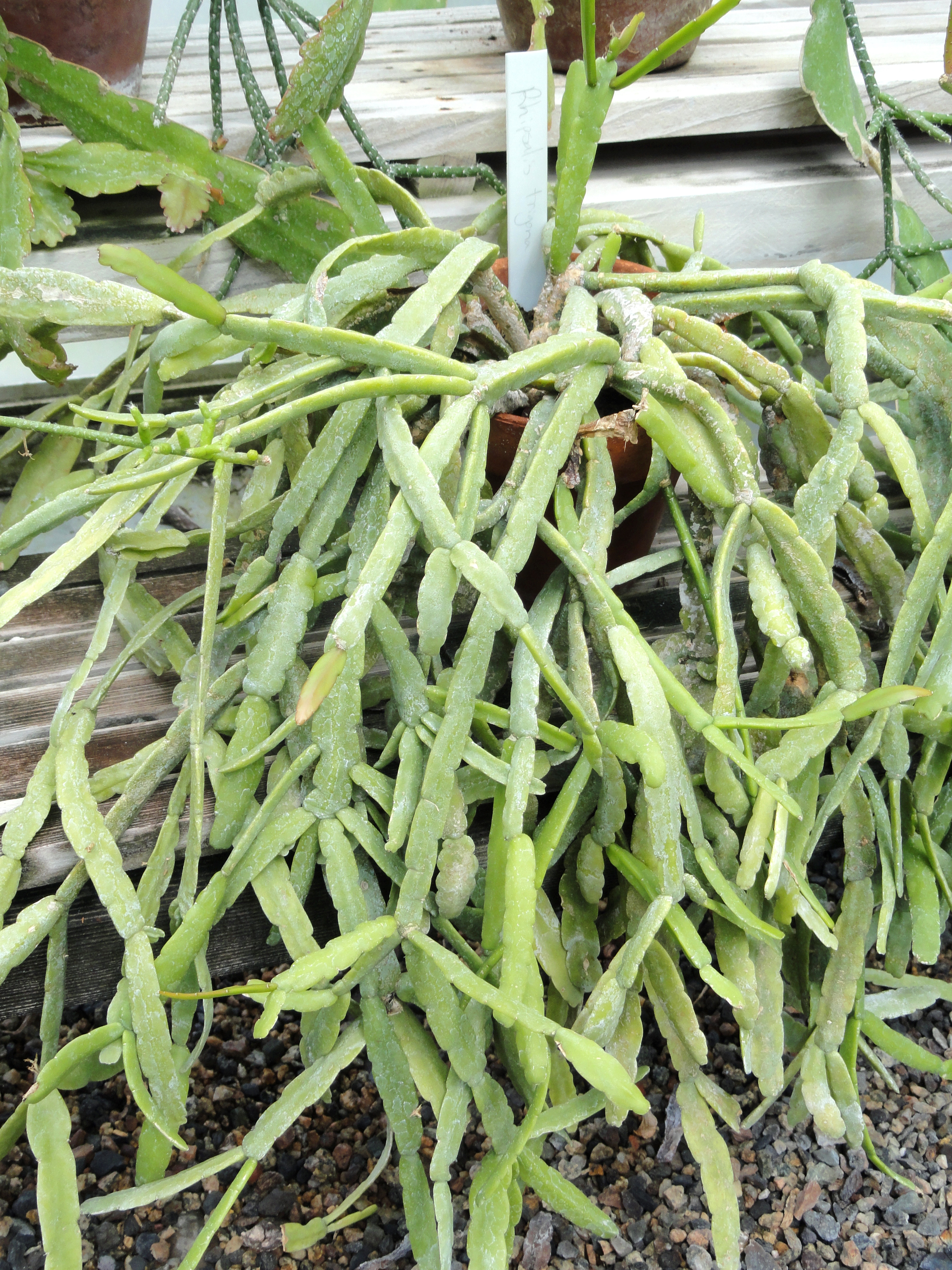